# Never Say You Can't Survive
Never Say You Can't Survive è un album in studio del cantante statunitense Curtis Mayfield, pubblicato nel 1977.

## Tracce
1. Show Me Love – 5:16
2. Just Want to Be with You – 3:14
3. When We're Alone – 5:27
4. Never Say You Can't Survive – 3:22
5. I'm Gonna Win Your Love – 4:43
6. All Night Long – 4:15
7. When You Used to Be Mine – 3:41
8. Sparkle – 4:02